# Wikariat apostolski Jaén en Peru o San Francisco Javier
Wikariat apostolski Jaén en Peru o San Francisco Javier (łac. Vicariatus Apostolicus Giennensis in Peruvia seu Sancti Francisci Xaverii) – wikariat apostolski Kościoła rzymskokatolickiego w Peru, podległy bezpośrednio Stolicy Apostolskiej. Powstał w 1946 jako prefektura apostolska San Francisco Javier, czyli prefektura św. Franciszka Ksawerego. W 1971 administratura uzyskała status wikariatu apostolskiego, zaś w 1980 swoją obecną nazwę. Wszyscy dotychczasowi prefekci i wikariusze apostolscy byli członkami zakonu jezuitów. 

## Ordynariusze

### Prefekci apostolscy
- Ignazio García Martin SJ, 1946 - 1958
- José Oleaga Guerequiz SJ, 1958 - 1961
- Juan Albacete SJ, 1961 - 1963
- Antonio de Hornedo Correa SJ, 1963 - 1971

### Wikariusze apostolscy
- Antonio de Hornedo Correa SJ, 1971 - 1977
- Augusto Vargas Alzamora SJ, 1978 - 1985
- José María Izuzquiza Herranz SJ, 1987 - 2001
- Pedro Barreto SJ, 2001 - 2004
- Santiago García de la Rasilla Domínguez SJ, 2005 - 2014
- Gilberto Alfredo Vizcarra Mori SJ, 2014 - 2025